# Cantó de Laon-Nord
El cantó de Laon-Nord és un cantó francès del departament de l'Aisne, situat al districte de Laon. Té 8 municipis i part del de Laon.

## Municipis
- Aulnois-sous-Laon
- Besny-et-Loizy
- Bucy-lès-Cerny
- Cerny-lès-Bucy
- Chambry
- Crépy
- Laon (part)
- Molinchart
- Vivaise

## Història
| Data d'elecció                           | Identitat       | Partit           | Qualitat |
| ---------------------------------------- | --------------- | ---------------- | -------- |
| 1973-1979                                | M. Lemoine      | UDR, després RPR |          |
| 1979-1985                                | M. Poulet       | PS               |          |
| 1985-1989                                | M. Lemoine      | RPR              |          |
| 1989-1992                                | Madeleine Cazin | PS               |          |
| 1992-1998                                | Yvon Berthou    | UDF              |          |
| 1998-                                    | Fawaz Karimet   | PS               |          |
| les dades anteriors no són pas conegudes |                 |                  |          |
|                                          |                 |                  |          |

## Demografia
| A partir de 1990: Població sense dobles comptes |